# Рыбин, Валерий Иванович
Валерий Иванович Рыбин (1933—2015) — советский и российский учёный-экономист, доктор экономических наук (1972), профессор, заведующий кафедрой «Финансы и кредит» экономического факультета МГУ им. М. В. Ломоносова.

## Биография
Валерий Иванович Рыбин родился 26 мая 1933 года в Москве в обеспеченной интеллигентной семье, происходившей из Одессы и Киева.
Родители Валерия Ивановича — Наталия Александровна и Иван Георгиевич были финансистами. Наталия Александровна была инженером отдела экономики и организации производства НИИ Министерства электростанций и электропромышленности СССР, Иван Георгиевич после войны работал заместителем начальника отдела Мосгорфинуправления. Сын пошел по их стопам, продолжив династию, то же самое впоследствии сделал и его сын.
В 1954 году Валерий Иванович с отличием окончил Московский финансовый институт (ныне Финансовая академия при Правительстве РФ) по специальности «бухгалтерский учёт» и получил диплом бухгалтера-экономиста.
В центральном аппарате Госбанка СССР Валерий Иванович с 1954 по 1959 годы прошел путь от рядового специалиста до старшего бухгалтера центральной бухгалтерии, после чего перешел на позицию начальника отдела российской республиканской конторы Госбанка СССР. В 1962 году он был назначен главным бухгалтером российской республиканской конторы Госбанка СССР
В 1963 году Валерий Иванович защитил кандидатскую диссертацию и поступил в заочную докторантуру, окончательно решив связать свою жизнь с наукой.
В декабре 1972 года Валерий Иванович защитил диссертацию на соискание степени доктора экономических наук и стал одним из самых молодых докторов наук по этой специальности в СССР.
С 1972 года Валерий Иванович работал по совместительству на кафедре бухгалтерского учёта и анализа хозяйственной деятельности экономического факультета МГУ им. М. В. Ломоносова.
В 1974 году Валерий Иванович ушел из Госбанка в Институт экономики Академии наук на позицию заведующего сектором эффективности общественного производства, капиталовложений и обращения.
Одновременно он продолжил работу профессором на экономическом факультете МГУ им. М. В. Ломоносова, которому посвятил всю дальнейшую жизнь.
Рыбин стал одним из авторов идеи создания в СССР совместных предприятий и конвертируемости рубля.
Частое плодотворное общение с международными финансовыми институтами и политическим истеблишментом капиталистических стран позволило Валерию Ивановичу войти в высший совет Союза советских обществ дружбы и культурной связи с зарубежными странами (ССОД) и стать вице-президентом обществ дружбы СССР-Италия и СССР-Япония — стран, с которыми его многое связывало.
В 1989 году Рыбин окончательно перешел на экономический факультет МГУ им. М. В. Ломоносова, где выступил с инициативой создать кафедру «Финансы и кредит», первую кафедру в университете, на которой планировалось преподавать финансы и банковское дело специализированно.
В 1993 году Рыбин уехал в годичную командировку в Университет Хоккайдо, Япония. Там он также публиковал научные труды, посвященные переходу России к «рынку», устраивал научные конференции с участием представителей экономического факультета МГУ им. М. В. Ломоносова.
С 1962 по 1974 год — главный бухгалтер российской республиканской конторы Госбанка СССР.
С 1975 по 1989 год — заведующий сектором эффективности общественного производства, капиталовложений и обращения Института экономики АН СССР.
С 1989 по 2007 год — заведующий кафедрой «Финансы и кредит» экономического факультета МГУ им. М. В. Ломоносова.
Действительный член Российской академии естественных наук (РАЕН) с 1992 года.
Действительный член Нью-Йоркской академии наук с 1997 года.
Член редколлегии журналов «Деньги и кредит» и «Финансы».
Участник от России научного совета Société Universitaire Européenne de Recherches Financières SUERF (Брюссель).
За время преподавательской деятельности подготовил 12 докторов и 70 кандидатов наук.
Умер 1 ноября 2015 года. Был похоронен на Введенском кладбище (1 уч.).
Жена Рыбина Алла Ивановна.
Дети: Рыбина Наталья Валерьевна, Рыбин Евгений Валерьевич.

## Публикации
Является автором более 180 публикаций, изданных в СССР, России, Японии, Германии, Италии, Швеции, Финляндии, в том числе
- Рыбин В. И., Павлова Е.В., Темникова К. Н. Национальные банковские системы. Учебник для вузов / Рыбин В.И.. — М.: ИНФРА-М, 2009. — 528 с. — 2000 экз. — ISBN 978-5-16-002048-8.
- Валовая Т. Д., Иванов И. Д., Колесов В. П., Рыбин В. И. при участии Астахова А. В., Павловой Е. В., Темниковой К. Н. Новая единая европейская валюта евро. Научный руководитель и ответственный редактор Рыбин В. И. — М.: Европейская комиссия ЕС, 1998. — 392 с. — ISBN 5-279-02066-4.
- Рыбин В. И., Кац И. Я. Анализ эффективности и интенсификации в промышленности и строительстве. — М.: Финансы и статистика, 1989. — 295 с. — ISBN 5-279-00212-7.
- Белоусенко Г. Ф., Джамилинская З. В., Крылова Т. Б., Павлова Е. Н., Пестель М. А., Рыбин В. И. Анализ финансово-хозяйственной деятельности предприятий и объединений. Учебник под редакцией Рыбина В. И. — М.: Финансы и статистика, 1989; 391 с. — ISBN 5-279-00099-X.